# Kultura bugo-dniestrzańska
Kultura bugo-dniestrzańska – neolityczna kultura Ukrainy rozwijająca się od VI tysiąclecia p.n.e. na terenie dorzecza Bohu i Dniestru. Powstała na podłożu miejscowej ludności mezolitycznej. Była pierwszą kulturą rolniczą na tym terenie. Osady tej kultury położone są zawsze w pobliżu wody lub na wyspach rzecznych. Zabytki to głównie motyki z poroża jelenia, mikrolity i naczynia ceramiczne o stożkowatym dnie, zdobione ornamentem wstęgowym.
Najstarsza faza preceramiczna jest znana m.in. ze znalezisk w m. Soroki.
Według Anatola Klosowa, który swoje badania oparł na datowaniu szczątków kopalnych z wykrytą haplogrupą Y-DNA R1a1 kulturę bugo-dniestrzańską stworzył lud indosłowiański.